# Den russiske sangerinde
Pour plus de détails, voir Fiche technique et Distribution.
Den russiske sangerinde (littéralement « le chanteur russe ») est un film danois réalisé par Morten Arnfred, sorti en 1993.

## Synopsis
Un diplomate enquête sur le meurtre d'un secrétaire de l'ambassade danoise à Moscou et d'une prostituée.

## Fiche technique
- Titre : Den russiske sangerinde
- Réalisation : Morten Arnfred
- Scénario : William Aldridge, Morten Arnfred et Leif Davidsen d'après son roman
- Musique : Ole Arnfred
- Photographie : Alexander Gruszynski
- Montage : Lizzi Weischenfeldt
- Production : Erik Crone
- Société de production : JV Starlight et Nordisk Film
- Pays :  Danemark
- Genre : Romance et thriller
- Durée : 119 minutes
- Dates de sortie : 
  -  Danemark : 15 janvier 1993

## Distribution
- Ole Lemmeke : Jack Andersen
- Elena Butenko : Lili
- Vsevolod Larionov : le colonel Gavrilin
- Igor Volkov : Basov Aleksandrovitj
- Igor Yasulovich : Pjotr Demichev
- Jesper Christensen : Castensen
- Erik Mørk : C. W.
- Andrey Yurenev : Tushin
- Igor Statsenko : Dima
- Oleg Plaksin : le général Panyukov
- Vladimir Troshin : le général Vlasov
- Yuriy Sherstnyov : l'avocat de Panyukov
- Vladimir Grammatikov : Nikolaj Davidovitj Klejmann
- Vladimir Neznanov : le médecin-légiste
- Margrethe Koytu : Liselotte
- Stig Hoffmeyer : Mikkelsen
- Alexander Zshabin : le magicien
- Viktor Lazarev : Rammemand
- Natalya Martinson : Tania
- Inga Budkevich :la femme-dragon
- Bruce Conover : Igor
- Natalya Sanzharova : Vera
- Olga Kudryashova : Sonya Eriksen
- Grigoriy Nabatov : Armon
- Svetlana Yasinskaya : Anna

## Distinctions
Le film a été présenté en sélection officielle en compétition lors de Berlinale 1993.